# Косака

40°19′40″ пн. ш. 140°44′49″ сх. д. / 40.32778° пн. ш. 140.74694° сх. д.
Коса́ка (яп. 小坂町, こさかまち, МФА: [kosaka mat͡ɕi̥]) — містечко в Японії, в повіті Кадзуно префектури Акіта. Станом на 1 жовтня 2007 площа містечка становила 178,00 км². Станом на 1 липня 2008 населення містечка становило 6381 осіб.